# José Miguel Noguera
José Miguel Noguera Marrone (Buenos Aires, 3 de abril de 1913-Ciudad de México, 29 de octubre de 1954) fue un futbolista mexicano de origen argentino. Noguera también se desempeñó como jugador en México y en Estados Unidos.

## Carrera

### En Argentina
José Miguel Noguera Marrone	nació el 3 de abril de 1913 en Buenos Aires, siendo el primer hijo del matrimonio entre José Paulino Noguera y Emma Marrone, y hermano de Enrique. Con este último, jugó fútbol profesional para Vélez Sarsfield. Enrique jugaba de ala y José podía jugar de interior izquierdo o derecho por su habilidad exceptional que tenía con ambos pies. A Noguera le faltaba estatura y un tiro potente, pero le sobraba técnica con la pelota y tenía una puntería asombrosa.

Enrique Noguera llegó a ganar la Cuarta División con Vélez Sarsfield jugando con Miguel Ángel Rugilo, “el león de Wembley”.
En su juventud, José M. Noguera jugó para Villa Insuperable; Villa Madero; y San Lorenzo de Almagro.
Noguera jugó fútbol profesional en Argentina desde 1930 hasta 1943. Antes de la formación de la Asociación del Fútbol Argentino, AFA, en 1934. Noguera jugaba para la Cuarta División de San Lorenzo de Almagro en la mañana y para la Primera “A” con Nueva Chicago en la tarde. Esto ocurrió por casi dos años hasta que la AFA lo prohibió en 1934. El jugador tenía que quedarse con el equipo en el que más actuó. Noguera debutó en Primera con San Lorenzo de Almagro jugando contra el Club Atlético Platense, al que le ganaron 5-1. El mismo partido en el que los Paraguayos Villalba y Benjamín Laterza debutaron. Laterza hizo 3 goles en ese partido. La delantera fue la siguiente: Susani; Villalba; Mendilarzu; Noguera y Laterza. San Lorenzo no quería que Noguera se fuera pero con la intervención de un dirigente, fue transferido al Club Atlético Nueva Chicago. Noguera debutó en Primera A con Nueva Chicago el 10 de septiembre de 1932, contra Defensores de Belgrano, en Mataderos, siendo el resultado 2 a 1 a favor del local. En la temporada de 1932 anotó 7 goles y en la de 1933, 6 goles, destacándose ese año por haber anotado 2 tantos en el partido donde Nueva Chicago golea a su eterno rival All Boys por 5 a 0 el 7 de mayo de 1933.
José Miguel Noguera tomó gran parte en el partido donde Nueva Chicago ganó la Copa Competencia Jockey Club el 24 de diciembre de 1933, ganándole al Club Atlético Banfield 1-0 en la vieja cancha de Almagro en Parque Chas. Noguera recogió un remate de su arquero y jugando en pareja con Florentino Vargas hacia el arco contrario, Noguera le dio el pase final a Vargas quien marcó el gol ganador. 
Nueva Chicago también terminó sub-campeónde liga esa temporada.
Esta fue la última vez que Noguera defendió los colores verdinegros de Nueva Chicago.
Noguera jugó para la Primera de Nueva Chicago desde 1932 hasta 1934 cuando fue transferido a Vélez Sarsfield por $1.200.
Era durante esta temporada que Noguera estaba comprometido con el ejército en “Campo Cinco de Mayo” en Buenos Aires. El ejército lo dejó ir a debutar con Vélez Sarsfield el 1 de julio de 1934, jugando contra Estudiantes de La Plata donde perdieron 2-0. Noguera no jugó bien por la fatiga impuesta por el ejército antes del partido. 
El ejército también le permitía a Noguera practicar con el equipo Nacional donde era uno de los cracks del equipo. Fue seleccionado para formar parte del equipo nacional, pero el ejército no lo dejó ir a Italia para el mundial de 1934. Noguera tuvo muchos partidos en Primera División en 1936, en los primeros seis partidos tenía un gol por partido, y todavía salió primero en la tabla de goles con 20.
Una vez que Cosso y Reuben se fueron de Vélez Sarsfield, Noguera quedó en Primera División permanente.
José M. Noguera jugó en Segunda División con Vélez Sarsfield los años 1940 hasta 1943. Los únicos años que Vélez jugó en Segunda en sus 101 años de existencia. Una de las mejores temporadas que Noguera tuvo con Vélez fue la del año 1937. Salió segundo en goles anotados con 10, siguiendo a Victorio Luis Spinetto y Oscar DeDovitis quienes empataron con 11 cada uno. Hay otros datos que indican que DeDovitis y Noguera empataron por primer lugar con 12 goles cada uno.

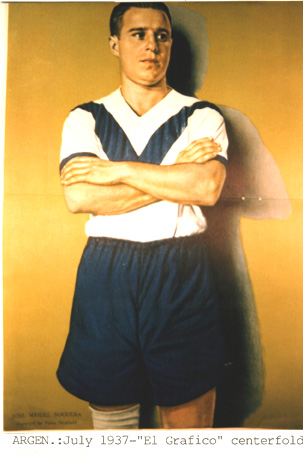
Noguera en 1937.

Noguera fue la lámina central de la revista El Gráfico en mayo de 1937. Noguera también tomó parte de la magnífica delantera de Vélez Sarsfield los años 1938 y 1939. Unas de las más productivas en la historia de Vélez. En 1938 jugaron 72 partidos anotando 39 goles y en 1939 llevaron un promedio de 3.6 goles por partido.
José Miguel Noguera tuvo varios partidos memorables con Vélez, uno que viene a la memoria es el partido jugado contra Boca Juniors que terminó 5-4 en favor de Boca. Noguera anotó el segundo gol empatando el partido poco tiempo antes del segundo tiempo.
Otros partidos no fueron tan memorables. Noguera con Miguel Ángel Rugilo y Antonio Battaglia jugaron la temporada de 1940 y en el partido que manchó el fútbol Argentino, el arreglo de Independiente con el Club Atlético Atlanta. Independiente terminó subcampeón ese año, culpa del partido que perdieron contra Vélez 6-4. Atlanta estaba en último lugar con un punto debajo de Vélez. Chacarita ya estaba relegado a segunda y faltaba el segundo equipo que lo acompañe, Vélez o Atlanta. Independiente se dejó golear y Vélez perdió su partido contra San Lorenzo 2-0, Isidro Langara anotó los dos goles, mandando a Vélez a la Segunda donde quedó hasta 1943 cuando salió Campeón. Independiente también se quedó con el contrato de José Battagliero con pase gratuito.
José M. Noguera, en varias ocasiones, salió en la tapa de la revista “La Cancha”. 

Uno de los últimos partidos que Noguera jugó con Vélez fue la inauguración de la nueva cancha de El Fortín, abril de 1943, contra el campeón de Primera, River Plate. La mascota con Noguera es su sobrino Enrique Noguera de 3 años, hijo de su hermano menor Enrique. Este es el mismo terreno donde el estadio está colocado ahora. River, con jugadores como José Manuel Moreno, tenía una de las delanteras más productivas en la historia del fútbol Argentino, apodada “la máquina” por Borocotó. El partido quedó empatado 2-2. Vélez jugó en Segunda ese año y salió Campeón ascendiendo a primera para la próxima temporada, 1944.

### En México
Noguerita, como le decían en México, jugó en ese país desde 1943 hasta 1948. En 1940 Vélez Sarsfield fue en gira a México, Chile y El Salvador. Tuvieron una muy buena campaña perdiendo solo 2 de los 10 partidos jugados. Noguera fue uno de los jugadores más queridos en la gira. Los hinchas Mexicanos se quedaron locos con las gambetas que hacía y la prensa lo apodo “el malabarista” y un diario publicó dibujos de Noguera con alas, varias piernas y muchos balones, y dejando jugadores desparramos por la cancha.
A Noguera le dieron la ciudadanía Mexicana al llegar al país para jugar la primera temporada del fútbol profesional Mexicano, el año 1943. Su gran actuación en la gira de 1940 resultó en que el Club de Fútbol Asturias compró su pase. Club de Fútbol Asturias ganó ese campeonato y se coronó como el primer Campeón del fútbol profesional de México ganándole al Real Club España 4-1. España tenía a Isidro Langara como centro-delantero y Asturias tenía a Roberto Aballay. Los dos todavía mantienen el récord Mexicano de goles anotados en una temporada, con 40 goles cada uno. Este equipo, Asturias, también tiene el récord en el fútbol Mexicano en número de jugadores extranjeros. De los once que tenía, siete eran argentinos, tres españoles y un uruguayo.
Una vez en México, Noguera se convirtió en el embajador para los futbolistas argentinos trayendo una gran cantidad de jugadores sin recibir ninguna compensación financiera.
Al fin, en 1945 el Club de Fútbol Monterrey se unió al fútbol profesional de México. El equipo sufrió una tragedia el día de la independencia Mexicana. El ómnibus que transportaba los jugadores se incendió cuando le estaban poniendo gasolina. Muchos de los jugadores quedaron heridos y dos fallecieron poco después. La liga quería que el equipo terminara la temporada. La liga les prestó varios jugadores sin costo ninguno al club. Noguera fue uno de estos jugadores y también actuó como entrenador, reemplazando a Manuel Galán y convirtiéndose en el segundo entrenador en la historia del club Monterrey. Emilio Baldonedo también jugó con Noguera en este equipo. Noguera dejó dos récords con el Monterrey. El primero es tener más goles en contra en un partido, 14-0, jugado contra el Veracruz. El otro es tener más goles en contra en una temporada, 133 goles. El Club de Fútbol Monterrey no jugó en Primera la temporada siguiente.
Después de la decepción con el Monterrey, Noguera fue transferido al Club de Fútbol Atlante, donde ganó el primer Campeonato de Liga para el Atlante, la temporada 1946-1947. Hasta el Presidente de México, Miguel Alemán Valdés, se hizo hincha del Atlante y se tomó una foto con el equipo en el Estadio Olímpico de la Ciudad de México. En la próxima temporada, 1947-1948, Noguera empató con Horacio Casarin en segundo lugar, en la tabla de goles anotados, con 10 goles cada uno, detrás de Meza que anotó 13.

### En Estados Unidos
Entre el 15 de agosto y el 6 de septiembre de 1948, Club de Fútbol Atlante fue en gira a California jugando 6 partidos. Dos de los partidos fueron jugados en San Francisco y los otros 4 en Los Ángeles. Atlante ganó todos los encuentros anotando 41 goles y recibiendo 12.
“Noguerita” se quedó en Los Ángeles en 1948 jugando fútbol profesional con “La Gran Liga de Los Ángeles“, los años 1948 hasta 1954. Durante su tiempo en Los Ángeles Noguera se convirtió en el propagandista del fútbol y aconsejando a toda la juventud que lo rodeaba.
Los periodistas y el público en Los Ángeles se referían a Noguera como “el maestro” y también lo llamaban “Mr. soccer” por la habilidad que tenía para jugar fútbol.
Noguera jugó para el Club Pan Americano y ganó el Campeonato de Liga en 1948. El primer equipo latino que ganó el campeonato de “La Gran Liga de Los Ángeles” en 35 años.
Tony Morejon, entrenador del club, conocía a Noguera muy bien y sabía la habilidad que tenía con la redonda y por eso consideraba a Noguera como uno de los mejores jugadores que vio jugar al fútbol.
Parece que después de la Copa Mundial de la FIFA Brasil 1950, cuando EE. UU. batió a Inglaterra, el fútbol despertó interés en las canchas locales. Los jugadores más importantes de este equipo estadounidense jugaban con Noguera. 
José Noguera también ganó Campeonatos de “La Gran Liga de Los Ángeles” con el equipo San Pedro McIlwaine Canvasback los años 1950-51 y 1951-52. Años después el equipo McIlwaine Canvasbacks ganó la Copa Abierta de Estados Unidos el año 1959. En 1953 Noguera casi pierde su pierna derecha después de un foul en el partido contra el Club St. Stephens. Noguera sufrió una fractura en la tibia, tres pulgadas debajo la rodilla, y nunca se recuperó al cien por ciento después de las operaciones.

## Vida personal y muerte
En diciembre de 1938, contrajo matrimonio con Teresa Rosa Piñeiro, con quien procreó dos hijas nacidas en su natal Buenos Aires, y un hijo nacido en la Ciudad de México, en 1947. En 1952, tuvo un hijo extramatrimonial con una mujer de Los Ángeles. Tras su larga estadía en México, adquirió la nacionalidad de este país.

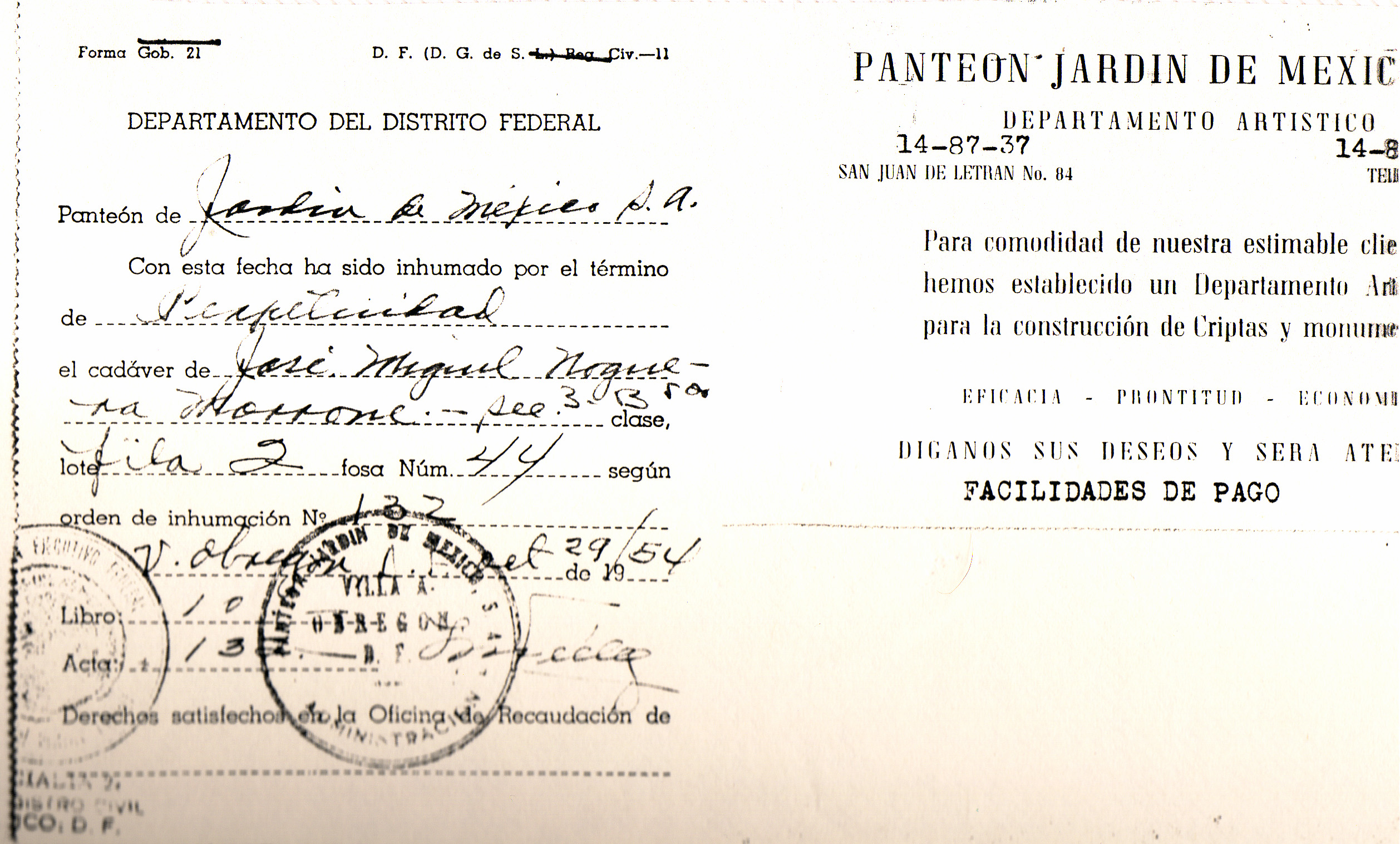
Certificado de entierro de Noguera en el Panteón Jardín.

El 29 de octubre de 1954, Noguera falleció en Ciudad de México a los 41 años de edad. Su cuerpo fue enterrado en el Panteón Jardín, ubicado en la misma ciudad.

## Clubes
| Club                     | País           | Año       |
| ------------------------ | -------------- | --------- |
| Como jugador             |                |           |
| San Lorenzo de Almagro   | Argentina      | 1931-32   |
| Nueva Chicago            | Argentina      | 1932-33   |
| Vélez Sarfield           | Argentina      | 1934-1943 |
| Club de Fútbol Asturias  | México         | 1943-45   |
| Club de Fútbol Monterrey | México         | 1945-46   |
| Atlante                  | México         | 1946-48   |
| Pan American Soccer Club | Estados Unidos | 1948-49   |
| San Pedro Yugoslavs      | Estados Unidos | 1949-1950 |
| McIlwaine Canvasbacks    | Estados Unidos | 1950-53   |
| Como entrenador          |                |           |
| Club de Fútbol Monterrey | México         | 1945-46   |
| Pan American Club        | Estados Unidos | 1948-49   |
| McIlwaine Canvasbaks     | Estados Unidos | 1954      |